# Balrog

Il Flagello di Durin rappresentato nel film La Compagnia dell'Anello

I Balrog sono creature di Arda, l'universo immaginario fantasy creato dallo scrittore inglese J. R. R. Tolkien. Si tratta di Maiar sedotti da Morgoth, il Principio del Male e primo Oscuro Signore della Terra di Mezzo. Al pari di Sauron, erano i suoi servitori più potenti.
In lingua sindarin, Balrog significa letteralmente "demone di potenza", mentre in quenya essi sono chiamati Valaraukar, dal medesimo significato.
Dominano il fuoco, come il loro signore Morgoth. È importante precisare che pur essendo spiriti immortali, nella Terra di Mezzo possono essere comunque uccisi per il fatto che, al servizio di Morgoth, si sono incarnati in corpi materiali.

## Aspetto
Gli scritti di Tolkien sono vaghi circa l'aspetto preciso dei Balrog. Apparivano frequentemente armati con fruste ardenti e, occasionalmente, con lunghe spade.
Giunse all'orlo della voragine di fuoco, e la luce s'offuscò, come se una nube vi si fosse posata sopra. Poi d'impeto varcò il baratro. Con un ruggito le fiamme s'innalzarono in segno di saluto, intrecciandosi intorno a lui; un fumo nero turbinò nell'aria. La criniera svolazzante dell'oscura forma prese fuoco, avvampando. Nella mano destra teneva una lama pari a un'acuminata lingua di fuoco, e nella sinistra una frusta dalle molte code.»
(Descrizione del Flagello di Durin ne Il Signore degli Anelli)
i Balrog hanno la capacità dei Maiar di cambiare aspetto, come Sauron nella Prima Era.

## Storia
"Spiriti di fuoco" (Valaraukar in Quenya), i Balrog facevano parte degli Ainur di grado minore (Maiar) concepiti da Ilúvatar. Sedotti da Morgoth (il Vala il cui elemento è il fuoco) prima ancora della creazione di Eä, discenderanno poi in Arda al servizio dell'Oscuro Signore. Lì combatteranno per lui per tutte le prime ere della storia di Arda fino alla Guerra d'Ira. Durante questa guerra, tutte le armate di Morgoth verranno quasi annientate e Morgoth stesso catturato; i pochi Balrog rimasti a piede libero, si andranno quindi a nascondere negli antri nascosti più profondi della Terra di Mezzo, rendendoli inaccessibili. Tolkien non ha specificato ulteriormente il loro destino, salvo per quanto riguarda il Flagello di Durin.

## Balrog specifici menzionati
Il più grande e potente tra i Balrog è chiamato da Tolkien Gothmog. Questi sarà uno dei principali luogotenenti di Morgoth fino al saccheggio di Gondolin, nel quale ucciderà l'Elfo Ecthelion venendone a sua volta ucciso. Nella sua vita su Arda Gothmog uccide anche due altri personaggi che svolgono ruoli primari: Fëanor e Fingon.
Un altro Balrog menzionato viene ucciso da Glorfindel, che perde a sua volta la vita nell'atto.
Infine, in Il Signore degli Anelli compare un Balrog identificato dai Nani come il Flagello di Durin. Questo Balrog è chiamato così perché nell'anno 1981 della Terza Era aveva ucciso Durin VI e suo figlio, per poi scacciare tutti i Nani dalla loro sede nelle miniere di Moria. Questo Balrog verrà infine ucciso da Gandalf.

### Gothmog

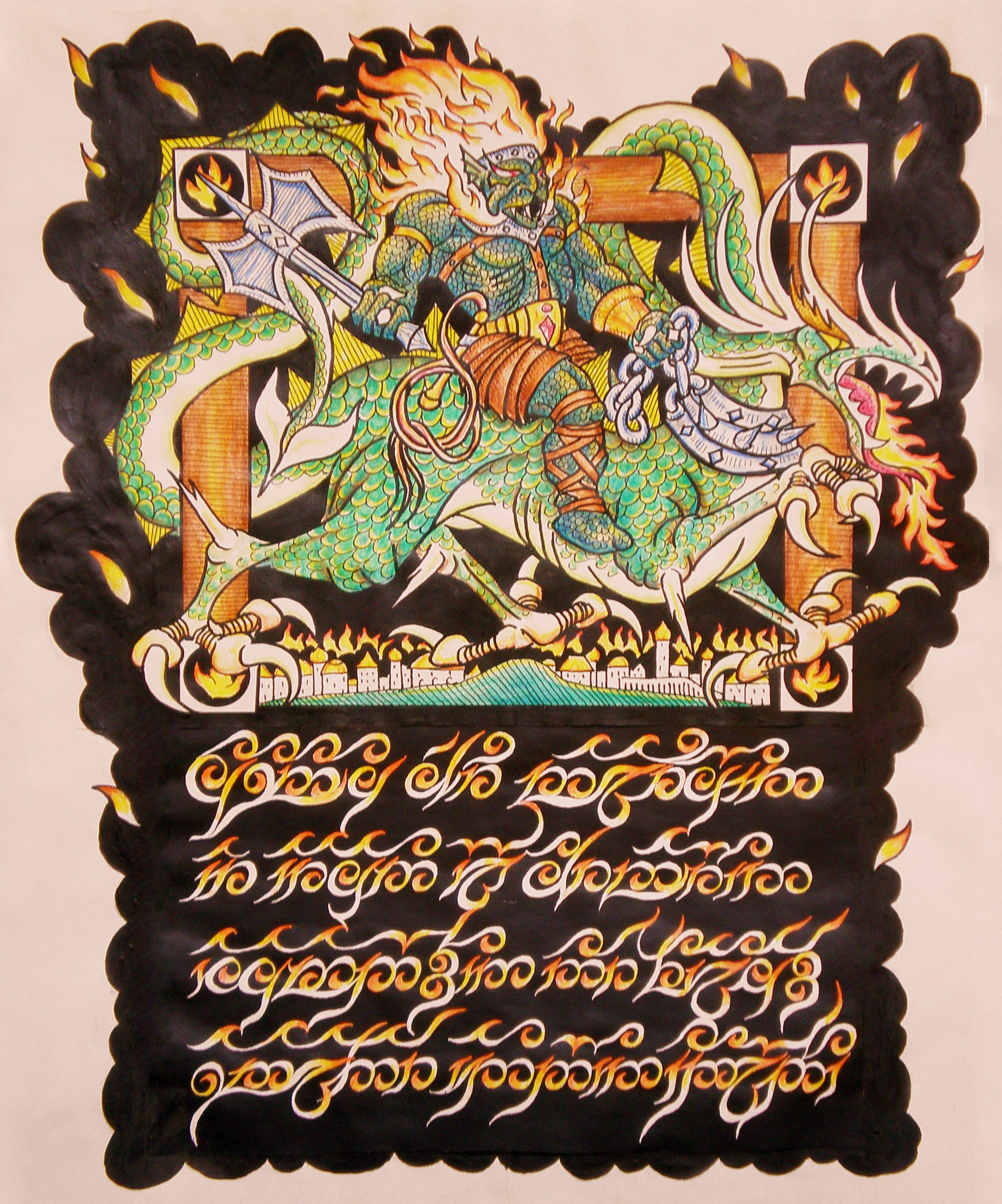
Gothmog illustrato da Tom Loback

Ne Il Silmarillion è il "Signore dei Balrog" e Comandante Supremo di Angband, nonché uno dei servitori più fedeli del Signore Oscuro Morgoth.
Si tratta di un Balrog lui stesso, il più potente di tutti. Uccise Fëanor nella Dagor-nuin-Giliath ("Battaglia sotto le stelle", in data 1497 degli Anni degli Alberi), Fingon nella Nírnaeth Arnoediad ("Battaglia delle Innumerevoli Lacrime", 473 della Prima Era del Sole) ed Ecthelion nella caduta di Gondolin (511 della Prima Era del Sole), dal quale fu a sua volta ucciso.
Il nome Goth-mog (traducibile come "lotta e odio") viene fatto derivare dalla radice quenya koso-, col significato di "lottare", e dalla desinenza -moko ("odiare") che diventò mot e, successivamente, mog.
Nei Racconti ritrovati, in un elenco a margine del racconto "L'avvento dei Valar e la costruzione di Valinor" viene chiamato Kosomot, ed è detto figlio di Melkor e Ulbandi.
Un riferimento etimologico e genealogico analogo è riportato anche nei Racconti perduti: in un lungo elenco di nomi, con relative descrizioni, scritto da Tolkien a complemento del racconto La caduta di Gondolin, è presente una voce dedicata a Gothmog che, oltre a riportare riferimenti alle indicazioni dei Racconti ritrovati, afferma che Gothmog è figlio di Melkor e dell'orchessa Fluithuin e annota:
(Racconti perduti, p. 264)
Christopher Tolkien precisa - in una nota a margine dell'elenco - che queste spiegazioni genealogiche vennero successivamente scartate da Tolkien dopo che ebbe abbandonata l'iniziale idea dei «figli dei Valar» (ravvisabile ancora nell'impianto dei Racconti ritrovati relativi alla creazione di Arda).

### Flagello di Durin

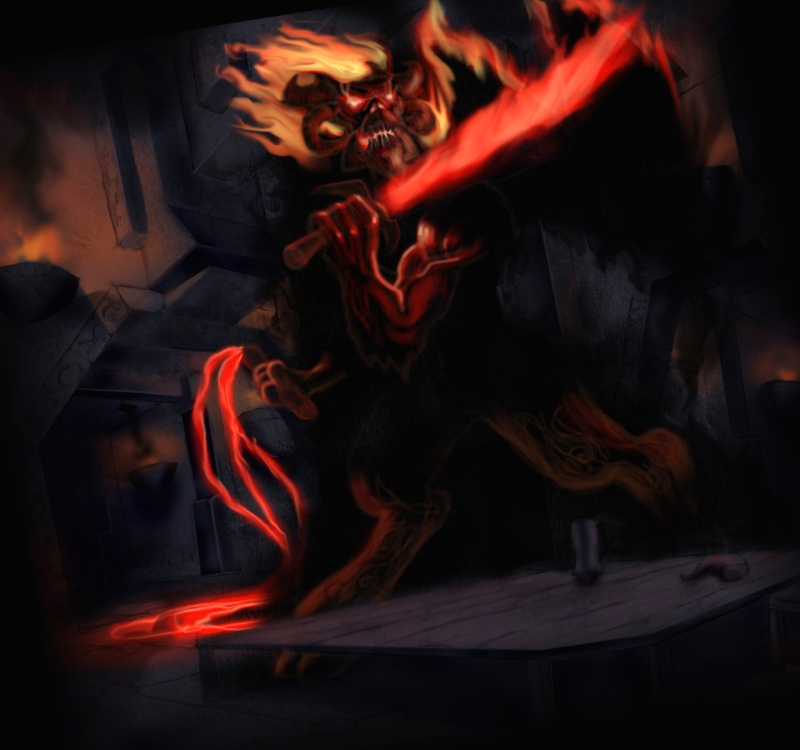
Il Flagello di Durin durante il suo scontro con Gandalf in un'illustrazione

Un Maia creato da Eru Ilúvatar, egli, come gli altri Balrog, divenne un alleato di Morgoth prima ancora della creazione di Eä. Dopo questa, discese su Arda insieme al suo padrone, che servirà per tutta la Storia di Arda fino alla Guerra dell'Ira; in questa guerra vennero uccisi quasi tutti i suoi conspecifici, ed egli, in qualche modo, fu tra i pochi Balrog che riuscirono a sfuggire alle forze di Valinor, andandosi a nascondere nei cunicoli più profondi delle Montagne Nebbiose.
Lì rimase per più di cinque millenni, indisturbato, fino a che, nell'anno 1981 della Terza Era, i minatori di mithril del Re dei Nani Durin VI, scavando, giunsero ai suoi nascondigli. Durin fu quindi ucciso da questa creatura, alla quale, da allora in poi, si decise di dare il nome Flagello di Durin. I Nani tentarono di combattere il Balrog, ma i suoi poteri erano enormemente più grandi dei loro; tutti i tentativi da loro compiuti di difendere la colonia di Khazad-dûm dal mostro fallirono, e anche il Re Náin I, figlio di Durin VI, assieme a moltissimi suoi sudditi, venne ucciso.
Questo costrinse i Nani superstiti a fuggire da quel luogo. Sembra che poi il Flagello sia giunto sino agli Elfi Silvani dell'Agrifogliere, molti dei quali fuggirono a causa del "Terrore Innominato", chiamato così in quanto non venne riconosciuto come un Balrog, al tempo. Da allora gli Elfi cominciarono a chiamare il luogo di provenienza del Balrog, Khazad-dûm, col nome di Moria, Pozzo Nero, e da lì a 500 anni nessuno osò più disturbare il Balrog.
Attorno al 2480 della Terza Era, Sauron cominciò a tradurre in realtà i suoi piani di guerra contro la Terra di Mezzo. Egli inviò Orchi e Troll sulle Montagne Nebbiose, perché bloccassero tutti i passi. Alcune di queste creature raggiunsero Moria, e il Balrog permise loro di rimanere mentre vi dimorava.
Nel 2799 T.E., si tenne la Battaglia di Nanduhirion, la più importante e cruenta battaglia della Guerra tra Nani ed Orchi, davanti ai cancelli orientali di Moria. Questa battaglia vide i Nani vincitori; ma questo non bastò a far loro riconquistare l'antica Khazad-dûm, poiché la minaccia del Balrog non poteva essere sconfitta nemmeno con un intero esercito. Nel 2989 T.E, Balin, assieme ad alcuni suoi compagni tentò nuovamente la colonizzazione di Moria, la quale fallì miseramente con la morte di Balin stesso e di gran parte dei suoi seguaci.
Nel gennaio 3019 T.E., infine, la Compagnia dell'Anello attraversò i profondi cunicoli di Moria, diretta al Monte Fato. Essa si scontrò col Flagello di Durin alla fine del suo viaggio nelle miniere, sul luogo chiamato Ponte di Khazad-dûm; l'elfo Legolas riconobbe subito il Balrog, avendone memoria nei racconti della sua gente, e lo stregone Gandalf lo sfidò personalmente, sapendo bene che i poteri dell'essere potevano essere paragonati solo ai suoi. Infatti sia il Flagello di Durin che Gandalf erano Maiar, e perciò appartenevano alla stessa classe.
Quando il Balrog avanzò verso la Compagnia, sul Ponte, Gandalf spezzò quest'ultimo, facendo precipitare l'avversario nell'abisso sottostante. Ma nella caduta, egli intrecciò la sua frusta attorno alle ginocchia di Gandalf, trascinandolo con sé. Dopo una lunga caduta, i due atterrarono in un enorme lago sotterraneo, che estinse le fiamme che ricoprivano il corpo del Balrog, indebolendolo molto. Rendendosi conto del suo stato, il Flagello di Durin fuggì, inseguito da Gandalf, che gli stette alle calcagna per otto giorni, finché essi non salirono fino al picco di Celebdil, la sommità della montagna sotto la quale sorgeva Moria. A questo punto le fiamme del Balrog si rinvigorirono, facendo aumentare il suo potere; ebbe così inizio la Battaglia del Picco, nella quale i due avversari si contrastarono per due giorni e due notti, fino a quando il Balrog, esausto e sconfitto, cadde morto, schiantandosi sul lato della montagna. Anche Gandalf perì dopo la battaglia, ma fu rimandato poco tempo dopo nella Terra di Mezzo con nuovi poteri, come Gandalf il Bianco.

## Adattamenti cinematografici
Nel film d'animazione Il Signore degli Anelli del 1978 di Ralph Bakshi, il Flagello di Durin, di cui non viene menzionato questo nome, somiglia ad un leone bipede alato con una spada infuocata nella mano destra e una frusta nella sinistra. Questa versione è forse nata dalle caratteristiche descritte nel libro quali la "criniera svolazzante" e il fuoco che si espande come a formare delle grandi ali, ma in tal caso si trattava solo di una figura metaforica: nei suoi scritti infatti, Tolkien non dice mai che i Balrog possiedono o abbiano mai posseduto delle ali.
Nell'adattamento cinematografico di Peter Jackson, invece, appare come una sorta di gigantesco drago bipede alto circa 6 metri, munito di enormi corna ricurve simili a quelle dell'ariete, con grandi ali di pipistrello (stavolta solo lo "scheletro" di esse in quanto prive di membrana, e forse più vicine alla descrizione originale della creatura) e avvolto da foschia e fiamme. Durante lo scontro con Gandalf, che lo chiama anche Fiamma di Udûn, evoca prima una spada di fuoco, poi una frusta infuocata, entrambi nella mano destra. Quando infine viene sconfitto nella Battaglia del Picco le fiamme che emette si spengono e la foschia si dissolve.